# Micael Herschmann
Micael Maiolino Herschmann (Rio de Janeiro, 21 de novembro de 1964) é historiador e possui formação pós-graduada em Comunicação e Sociologia. Esse pesquisador é um dos fundadores no Brasil dos Estudos de Som & Música no campo da Comunicação (corrente de estudos que começou a ganhar fôlego nesta área no início dos anos 2000). 
Há vários anos é Professor Titular da Escola de Comunicação da Universidade Federal do Rio de Janeiro e vem atuando não só como docente do quadro fixo do Programa de Pós-Graduação em Comunicação/UFRJ, mas também como coordenador geral do grupo de pesquisa Núcleo de Estudos e Projetos em Comunicação (NEPCOM), vinculado a essa mesma instituição de ensino superior.

## Formação e atuação profissional
Seu trabalho acadêmico que se localiza na interface do campo da comunicação e da música tem se notabilizado nos últimos anos especialmente por desenvolver análises não só sobre as culturas musicais – muitas delas de pouca visibilidade – que (re)territorializam e ressignificam o cotidiano de diversas urbes do Estado do Rio de Janeiro, mas também por ter desenvolvido reflexões críticas importantes a respeito dos projetos de construção de cidades criativas, atualmente em curso no Brasil. Além disso, vem desenvolvendo paralelamente também algumas pesquisas relevantes sobre as transformações que vêm ocorrendo no mercado da música e do entretenimento (desde do final do século XX), especialmente envolvendo os concertos e apresentações ao vivo.
Dentre a sua vasta produção científica destacam-se as seguintes publicações: Cidades Musicais; Músicas nas Ruas do Rio de Janeiro; Indústria da Música em Transição; Nas bordas e fora do mainstream musical; Lapa – cidade da música; Mídia, Memória & Celebridades; e O funk e o hip-hop invadem a cena (esta última foi finalista do Prêmio Jabuti de 2001, na categoria Ciências Humanas e Educação). 
As reflexões acadêmicas de Herschmann operam a partir de uma perspectiva transdisciplinar e vêm construindo diálogos profícuos, especialmente com os seguintes autores: Bruno Latour, Michel de Certeau, Gilles Deleuze, Felix Guattari, Stuart Hall, George Yúdice, Michel Foucault, Judith Butler, Michael Hardt, Antonio Negri, Donna Haraway, Jacques Rancière, Milton Santos, Henry Jenkins e Néstor García Canclini.
Além de ter uma atuação científica destacada no campo da comunicação no país e no exterior (e de ser pesquisador do CNPq há vários anos), vale ressaltar ainda que Herschmann foi também, por duas vezes, Coordenador geral do Programa de Pós-Graduação em Comunicação da UFRJ (avaliado com nota 7 pela CAPES em 2017) e Professor Visitante da Université Paul-Valéry Montpellier (em 2020).

## Publicações

### Livros
•	HERSCHMANN, M.; Fernandes, C.S. Música nas Ruas do Rio de Janeiro. São Paulo: Ed. INTERCOM, 2014. 	
•   HERSCHMANN, M. Indústria da Música em Transição. São Paulo: Estação das Letras e das Cores, 2010.
•	HERSCHMANN, M. Lapa, cidade da música. Rio de Janeiro: Mauad X, 2007.
•	PEREIRA, C. A. M.; HERSCHMANN, M.; SCHOLLHAMMER, K.E.: RONDELLI, E. Linguagens da Violência. Rio de Janeiro:  Rocco, 2000.
•	HERSCHMANN, M. O funk e o hip hop invadem a cena. Rio de Janeiro: Editora UFRJ, 2000.
•	HERSCHMANN, M.; KROPF, S.; NUNES, C. Missionários do Progresso. Rio de Janeiro: Diadorim, 1996.
•	HERSCHMANN, M.; LERNER, K. Lance de sorte. O Futebol e o Jogo do Bicho na Belle Époque Carioca. Rio de Janeiro: Diadorim, 1993.

### Coletâneas
•	Fernandes, C.S.; HERSCHMANN, M. (orgs.). Cidades Musicais: Comunicação, Territorialidade e Política. Porto Alegre: Sulina, 2018.
•	 Fernandes, C.S.; MAIA, J.; HERSCHMANN, M. (orgs.). Comunicações e Territorialidades: Guararema: Anadarco, 2012. 
•	HERSCHMANN, M.; FREIRE FILHO, J.; RIBEIRO, A.P. (orgs.). Entretenimento, Felicidade e Memória. Guararema: Anadarco, 2012.
•	HERSCHMANN, M. (org.). Nas bordas no mainstream musical. São Paulo: Estação das Letras e Cores, 2011.
•	RIBEIRO, A.P.; HERSCHMANN, M. (orgs.). Comunicação e História. Rio de Janeiro: Mauad X, 2008.
•	FREIRE FILHO, J.; HERSCHMANN, M. (orgs.). Novos Rumos da Cultura da Mídia. Rio de Janeiro: Mauad X, 2007.
•	FREIRE FILHO, J.; HERSCHMANN, M. (orgs.). Comunicação, Cultura & Consumo. Rio de Janeiro: Ed. E-Papers, 2005, v.01. p.276.
•	HERSCHMANN, M.; PEREIRA, C.A.M. (orgs.). Mídia, Memória & Celebridades. Rio de Janeiro: E-Papers, 2003.
•	HERSCHMANN, M. (org.). Abalando os anos 90 – Funk e Hip-Hop. Rio de Janeiro: Rocco, 1997.
•	HERSCHMANN, M.; PEREIRA, C.A.M. (orgs.). A Invenção do Brasil Moderno. Rio de Janeiro: Rocco, 1994, v.1. p.226.